# De familie van mijn vrouw
De Familie van mijn Vrouw is een Nederlandse film uit 1935 onder regie van Jaap Speyer, in geluid en zwart-wit. De film is gebaseerd het boulevardstuk Een huis vol herrie van A. Duprez.

## Verhaal
Het verhaal draait om de familie Goedhart en vooral om de strenge moeder Arabella, die haar kinderen voortdurend controleert en haar man haar wil oplegt. Ze is ervan overtuigd dat haar oudste dochter Peggy niet gelukkig is in haar huwelijk met Wim Vrolik, een romanschrijver die weinig succes heeft. Daarom besluit ze haar een bezoek te brengen. Haar zoon Max verblijft bij Peggy en is heimelijk gehuwd met huishoudster Mientje. Als Peggy en Max op de hoogte worden gesteld van het bezoek van hun familie, maakt vooral Mientje zich zorgen. De baby die ze in het geheim heeft gekregen van Max en sindsdien werd opgevangen bij Barbara, wordt dezelfde dag nog bij haar gebracht.
Onderweg naar het station om zijn moeder op te halen, wordt Wim al voor het eerst lastiggevallen door de opdringerige straatverkoper en veearts Dr. Nix. Hij komt later het landhuis van Peggy tegen en neemt zich voor daar niet weg te gaan voordat hij iets verkocht heeft. Wim maakt onmiddellijk duidelijk geen behoefte aan zijn aanwezigheid te hebben, maar Dr. Nix laat zich niet wegjagen. Hij weet met succes het vertrouwen te winnen van Fietje, die dolgraag filmster wil worden. Hij koppelt haar, onder de naam van Wim Vrolik, aan toneeldocente Dolly de Raadt. Ondertussen laat Arabella haar schoonzoon schrikken met het nieuws dat ze er een maand zal verblijven. Ze vermoedt dat Wim een affaire heeft en raadt Peggy aan op haar hoede te zijn, maar zij denkt niet dat er iets aan de hand is.
Als Dolly aankomt bij het landhuis, denkt Wim door een misverstand dat ze uit een zenuwinrichting uit de buurt is ontsnapt. Hij vraagt de hulp van Nix om haar weg te voeren, maar Nix verwart de vrouw met Arabella. Zij denkt dat het een huurmoordenaar is die haar in opdracht van Wim probeert te vermoorden. Josef, die door een misverstand vermoedt dat ze er ernstig aan toe is, verzorgt haar met ziel en hart. Arabella gaat later stiekem door zijn spullen en vindt de brief van Barbara. Ze denkt dat de vrouw Wims minnares is en stelt onmiddellijk Peggy op de hoogte. Zij barst in tranen uit en stuurt Wim weg.
Ondertussen is Max druk bezig met het verborgen houden van zijn kind. Arabella en Peggy vinden de baby in haar tuinhuis en denken dat dit het beloofde cadeau van Wim is om hun ruzie goed te maken. Ze weten niet dat hij werkelijk een vleugel heeft gekocht en dat de baby niets te maken heeft met zijn present. Verward confronteert ze haar man. Een felle discussie volgt, zonder dat ze het weten dat ze het werkelijk over iets anders hebben. Door een paar misplaatste uitspraken besluit Peggy haar man te verlaten. Wim wil daarna de piano laten verwijderen. Arabella hoort hem zeggen dat hij het cadeau uit het tuinhuis wil vernietigen en denkt dat hij de baby wil vermoorden. Ze confronteert hem, waarna Wim tegen haar zegt dat Josef voor het cadeau heeft gezorgd.
Arabella denkt dat haar man een kind heeft gekregen en zoekt hem voor een confrontatie. Ze vindt hem bij toneellerares Dolly, waarmee hij een liefdesscène speelt. Ze denkt hem op heterdaad betrapt te hebben en ze is razend. Nadat het explosief is afgegaan in het tuinhuis, volgen de arrestaties van Wim, Nix en Josef. Ze weten niet dat voordat het tuinhuis de lucht in ging, Mientje de baby er heeft weggehaald. Fietje vindt later de baby op haar kamer. Ze denkt dat dit een ander baby is die veel lijkt op de baby uit het tuinhuis. Ze vertelt Arabella en Peggy erover, waarna zij tot de conclusie komen dat Wim de baby verwekt heeft bij Mientje. Uiteindelijk geven Max en Mientje toe dat ze getrouwd zijn en dat de baby van hen is. Pas dan worden alle misverstanden verhelderd en volgt de hereniging van Peggy en Wim. Voor het eerst in zijn leven komt Josef voor zichzelf op en stuurt hij zijn vrouw weg.

## Rolbezetting
| Acteur                  | Personage             |
| ----------------------- | --------------------- |
| Sylvain Poons           | Josef Goedhart        |
| Gusta Chrispijn-Mulder  | Arabella Goedhart     |
| Mary Smithuysen         | Peggy Goedhart-Vrolik |
| Loesje Bouwmeester      | Fietje Goedhart       |
| Adolphe Hamburger       | Max Goedhart          |
| Cruys Voorbergh         | Wim Vrolik            |
| Cissy Van Bennekom      | Mientje               |
| Johan Kaart             | Dr. Nix               |
| Tilly Perin-Bouwmeester | Dolly de Raadt        |
| Clara Vischer-Blaaser   | Barbara               |
| Nico de Jong            | Brigadier             |
| Jan Blok                |                       |
| Anton Burgerdoffer      |                       |
| Jan van Dommelen        |                       |
| Lena Kemler             |                       |

## Achtergrond
De film werd deels opgenomen in Soest, Bussum en Laren. Critici omschreven het als de slechtste film uit de Nederlandse speelfilmindustrie. Vooral de buitenopnamen zouden de film geen goed gedaan hebben. Van alle kluchtige films die in de jaren 30 vervaardig werden, werd De familie van mijn vrouw het meest negatief ontvangen. Omdat de film nauwelijks uit de kosten kwam, besloot filmmaker Loet C. Barnstijn een eigen studio op te richten, Filmstad. Het bleek echter niet de grote klapper waarop hij had gehoopt.